# Отамановський Валентин Дмитрович
Валенти́н Дми́трович Отамано́вський (псевдонім: Золотополець, 14 (26) лютого 1893 в селі Яблунівка Смілянської волості Черкаського повіту Київської губернії, нині Смілянський район Черкаської області — 10 березня 1964, Харків) — український історик, бібліограф, краєзнавець, громадський і політичний діяч. Засновник «Братства самостійників», депутат Української Центральної Ради, учасник бою під Крутами, засновник Вінницького Кабінету виучування Поділля. Автор першого в Україні історико-правового монографічного дослідження міста (стосувалось м. Вінниця)
Жертва сталінського терору.

## Життєпис

### Ранні роки та юність

В часі навчання

Народився у багатодітній родині дрібного службовця, рахівника цукроварні графів Бобринських. Дід Валентина був кантоністом («миколаєвським» солдатом з аракчеєвських поселень) і під час 25-літньої військової служби став фельдшером-практиком, брав участь в обороні Севастополя 1854—1855 рр.
Наприкінці 90-х років ХІХ ст. родина через фінансові труднощі переїхала до Києва. В 1912 р. Валентин закінчив 5-ту Київську гімназію із золотою медаллю. З 14 років заробляв на прожиття лекціями та додатковими заняттями зі студентами.
У 1912 р., як бідний, але обдарований студент, вступив на безплатне відділення юридичного факультету Київського університету. В 1913 р. перейшов до Київського політехнічного інституту. У КПІ належав до напівлегальної студентської організації «Українська громада», де працював головою термінологічної комісії при гурткові «Натураліст», складаючи українську наукову термінологію.

### Участь в «Братстві самостійників»
В 1914 р. Отамановський заснував таємну організацію «Братство самостійників», що сповідувало та поширювало ідеї М. Міхновського. Того ж року «самостійники» стали видавати нелегальний друкований орган — «Вільна думка». «Братство самостійників» було цілком таємною і глибоко законспірованою організацією. Про його існування не повинен був знати ніхто з нечленів «Братства». У великій таємниці приховувалися їх прізвища. «Братчики» складали присягу не розголошувати навіть сам факт існування організації. Цікаво, що ідейний натхненник українських самостійників Микола Міхновський, у якого були певні стосунки з В. Отамановським, до березня 1917 р. не здогадувався про існування «Братства», адже з перших днів революції з'являвся у колі членів ТУП і співпрацював із ними.
Рятуючись від поліцейських переслідувань, він став уповноваженим Комітету відділу харчових пунктів Південно-Західного фронту Всеросійського Союзу міст (1916 р.). Повернувся до Києва за 2-3 тижні до революційних подій 1917 р., щоб продовжувати студії у вищій школі. В березні 1917 р. очолювана Отамановським організація разом з «Товариством українських поступовців» ініціювала створення Української Центральної Ради.

### Фундатор українського війська, член Центральної Ради
За ініціативою Валентина Отамановського в Києві вже (2) 15 березня 1917 р. формувався штаб української міліції та почалося формування першої кінної сотні. Пізніше, разом із М. Міхновським В. Отамановський був одним із організаторів товариства «Український військовий клуб ім. гетьмана П. Полуботка» та брав участь у заснуванні товариства «Батьківщина». (8) 21 квітня Всеукраїнський Національний Конгрес обрав В. Д. Отамановського до складу Центральної Ради, але після короткострокового депутатства він складає повноваження, воліючи зайнятися організаційно-партійною та літературною діяльністю і повернувся на юридичний факультет Київського університету. Видавництво «Вернигора», яке він очолював в першій половині 1917 року, видало велику кількість листівок і брошур із портретами гетьманів та патріотичними цитатами.

### Участь в бою під Крутами
16 (29) січня 1918 року Отамановський як юнак (юнкер) Першої Української юнацької військової школи ім. Б. Хмельницького бере участь в бою під Крутами. Командуючий боєм Аверкій Гончаренко пізніше згадував про нього: «… юнак Валентин Атамановський подав мені телеграму, з якої я довідався, що Шевченківський полк з Ніжина виступив на з'єднання з наступаючими на нас більшовиками, себто, наступає на нас із запілля. Атамановський був дуже відважний, а що найважливіше було у ньому цінного — це завжди прекрасний гумор. В цій рішальній хвилині він почав порівнювати наш бій з боями шведів і наших з москвинами під Полтавою…» У збірці «Крути» серед списку встановлених осіб, що залишились живими, фігурує «юнак Атамановський Валентин»
У 1918 р. виїжджає на стажування до Віденського університету. Там як представник створеного ним видавництва «Вернигора» відповідав за випуск шкільних підручників, карт, зошитів для українських освітніх закладів. До цього «Вернигора» видало багато листівок і брошур із портретами гетьманів та патріотичними цитатами.

### Переїзд до Вінниці

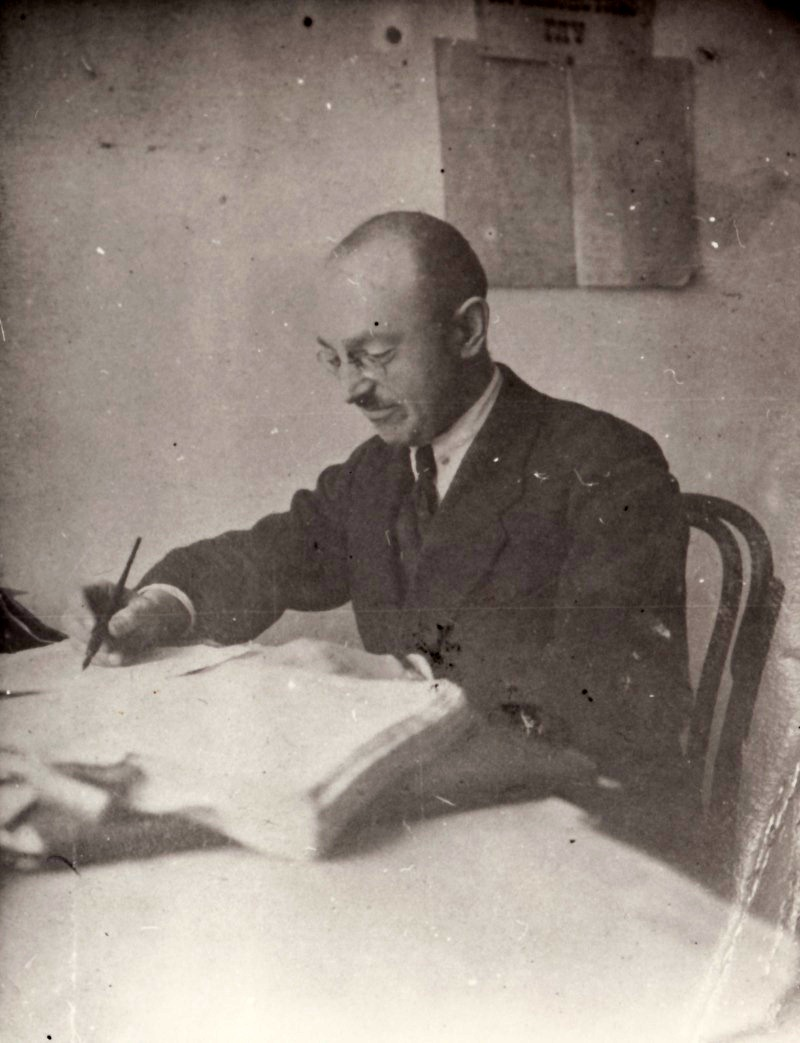
В. Д. Отамановський в робочому кабінеті, 1925 р.

В 1920 році повертається в Україну та переїздить до Вінниці. Зміна місця проживання була викликана необхідністю роботи в архіві, де збереглись першоджерела з історії магдебурзького права України, зокрема Поділля і Вінниці. До міста він забирає хворого паралізованого батька та сестру. Влаштовується завідувачем українського відділу Вінницької філії Всенародної бібліотеки ВУАН, а в березні 1922 р. очолює її, одночасно працює над монографією про середньовічну міщанську громаду Вінниці. Дослідження робить на основі рукописних та друкованих першоджерел XIV—XVIII ст. німецькою, польською, давньоруською мовами та латиною, виявляючи талант не лише історика, а й глибокі знання лінгвіста, адже загалом Отамановський володів сімома європейськими мовами.
У квітні 1924 відкриває науково-методичний краєзнавчий центр — Кабінет виучування Поділля, який поклав початок систематичному комплексному дослідженню краю та поширенню знань з його історії, культури, природи, народного господарства. До роботи у Кабінеті було залучено близько 30 вчених, об'єднаних у колегію наукових консультантів — керівний науковий орган Кабінету. Кабінет виучування Поділля згуртував місцевих науковців, аматорів-краєзнавців для дослідницької роботи по вивченню рідного краю, створив бібліотечно-бібліографічну базу для дослідників, проводив просвітницьку роботу. Від першого дня існування Кабінету В. Д. Отамановський брав найактивнішу участь у його роботі як консультант з історії права, а з 1925 року очолював всю науково-координаційну діяльність Кабінету.
Разом з Хомою Коцюбинським він створює у м. Вінниці комісію з увічнення пам'яті його брата Михайла, а 8 листопада 1927 р. відкриває меморіальну садибу-музей, де народився Михайло Коцюбинський. Сприяв збереженню пам'ятних місць, пов'язаних із життям та діяльністю в Ялті Степана Руданського та Лесі Українки.

### Арешт і заслання
В серпні 1929 року заарештований у сфальшованій справі Спілки визволення України, дістав 5 років таборів суворого режиму та 2 роки заслання до Татарстану. Одна з причин арешту — активне листування з віце-президентом ВУАН Сергієм Єфремовим (про Отамановського той неодноразово згадує в своїх «Щоденниках»). Судова справа В. Д. Отамановського містить його детальні відповіді на масу безглуздих та провокаційних питань — про участь у змовах, спрямованих на повалення існуючого ладу, про наміри збудувати пам'ятник Петлюрі, його «контрреволюційне» перебування у Відні. Його безпідставно звинувачували в організації вінницького відділу СВУ, хоча жодного члена цієї організації у Вінниці не виявлено. Офіційний захисник Ідалевич спростував всі обвинувачення по суті, але роль адвоката була лише формальною, до уваги його доводи не бралися. Після звільнення йому було заборонено виїжджати з Казані. Викладав іноземні мови у медичних вишах Казані, Ташкента, Краснодара, Саратова.

### Професор історії
1945 року він склав екстерном іспити у Краснодарському педагогічному інституті і здобув ще один диплом — історика, що формально вимагався для допуску до захисту кандидатської дисертації. У 1946 році в Московському університеті він успішно захистив кандидатську дисертацію: «Вінниця як тип українського міста Південного Правобережжя XIV—XVIII ст. Еволюція правового стану на тлі соціально-економічного розвитку Побужжя XIII—XVII ст. і процесу утворення станів. Історико-юридичне дослідження». А через 10 років у Ленінградському університеті захищає докторську дисертацію на тему: «„Города Правобережной Украины под владычеством шляхетской Польши от середины XVII до конца XVIII в. в. Проблема возникновения и развития украинского феодального города“».
З 1958 року професор Отамановський жив і працював у Харкові, викладав латину в медичному інституті. Помер 10 березня 1964 року. Посмертно реабілітований 11 серпня 1989 року.

## Вшанування пам'яті
- Восени 1992 року історик Юрій Савчук знайшов в московських архівах кандидатську дисертацію В. Д. Отамановського. Через рік, в 1993 році вона була видана в серії «Історична бібліотека Поділля» під назвою «Вінниця в XIV—XVII століттях».[15]
- Наукове видання Вінницького обласного краєзнавчого музею «Подільська старовина» 1993 року було присвячене 100-річчю з дня народження В. Д. Отамановського.
- Вулиці, названі на честь Валентина Отамановського, існують у Києві[16] та Вінниці[17].
- 25 січня 2018 року Вчена рада Харківського національного медичного університету присвоїла Центру медичного краєзнавства ім'я професора В. Д. Отамановського
- 26 січня 2024 року у місті Харків вулицю Коломенську перейменували на вулицю Професора Отамановського[18].
- 4 квітня 2024 року у місті Сміла вулицю Рилєєва на перейменувала Валентина Отаманавського.

## Аналіз наукового доробку
В. Д. Отамановський залишив значний науковий доробок, який міг би бути набагато більшим, якби вдалося розшукати його наукові архіви. Він є автором більш як 50 наукових праць. Умовно їх можна поділити відповідно до тематики на три групи:
1. Методика краєзнавчої праці та краєзнавча бібліографія;
2. Історія права;
3. Історія медицини та аптекарської справи;

Перша група наукових праць В. Д. Отамановського пов'язана з його роботою у Кабінеті виучування Поділля в 20-ті роки у Вінниці. Краєзнавча специфіка Кабінету, створеного на базі наукової бібліотеки, викликала необхідність наукової розробки питань методики краєзнавства, бібліографії.
Друга група праць В. Д. Отамановського з історії права виявила головний науковий інтерес автора, започаткований ще в Київському, а згодом у Віденському університетах і мала своє логічне завершення у кандидатській та докторській дисертаціях.
До третьої групи праць В. Д. Отамановського слід віднести дослідження з історії медицини та аптекарської справи. Вперше інтерес до цієї теми автор виявив наприкінці 20-х років, написавши роботу «До історії медицини та аптекарської справи у м. Вінниці та Вінницькому повіті у другій половині XVIII ст.» і більш глибоко повернувся до неї у післявоєнний період, працюючи у медичних вузах, де ця проблематика була найбільш принагідною. В цих працях В. Д. Отамановський виявив себе не лише талановитим істориком, але й неабияким знавцем медицини та фармації, досконало володіючи іноземною науковою термінологією з цілого ряду дисциплін, зокрема медицини.

#### Твори Отамановського
- Отамановський В. Д. Цикл лекцій Поділлєзнавства // Червоний край. — 1924. — 2 вересня
- Отамановський В. Д. Краєзнавство на Поділлі, найближчі його завдання та потреби й роль в краєзнавчій праці Кабінета виучування Поділля.— Вінниця., 1926
- Отамановський В. Д. До історії медицини та аптечної справи у Вінниці н Вінницькому повіті другої половини XVIII ст. // Зб. пам'яті акад. Т. Г. Яновського. — К., 1930. — С. 322—334.
- Отамановський В. Д. Винница как тип украинского города южного Правобережья Will в.: Эволюция правового положения и устройства на фоне соц.- экон. развития Браславщины XVII-XV11I вв. и процесса образования городского сословия: Автореферат дис… д-ра ист. наук. — Симферополь, 1949. — Т. 2. — 22 с.
- Отамановський В. Д. Города Правобережной Украины под владычеством шляхетской Польши от середины XVII до конца XVIII в.:(Пробл. возникновения и развития укр. феодал, города): Автореферат дис… д-ра ист. наук. — Саратов, 1955. — 28 с.
- Отамановський В. Д. Развитие городского строя на Украине в XIV—XVIII вв. и магдебургское право // Вопр. истории. — 1958. — № 3. — С. 122—135.
- Отамановський В. Д. Перші аптеки на Україні // Фармацевт, жури. — 1960 — № 2. — С. 60-68.

#### Дослідження життя та творчості
- Баженов Л. В. Поділля в працях дослідників і краєзнавців XIX—XX ст.: Історіографія. Біобібліографія. Матеріали. — Кам'янець-Подільський, 1993. — С. 304—305.
- Кот С. І. Честі своєї не зрадив (В. Д. Отамановський) // Репресоване краєзнавство (20-30-ті роки). — К.; Хмельницький, 1991. — С 133—142.

Первак Т. Скрижалі долі // Бібліотека у форматі Д° : журнал. — 2023. — № 1. — С. 35-37.
- Пшеничний Е. Хресна дорога Сергія Смеречинського: (В тому числі с згадки про життя і діяльність В. Отамановського) // Вінниц. вісті. — 1991. — 1-й вип. берез.: (№ 7).
- Робак І. Ю., Савчук З. С. Валентин Отамановський — революціонер, вчений, організатор науки. — Х. : Колегіум, 2013. — 184 с. (іл. 35 с.)